# Santa Lucía (Pando)
Santa Lucía ist eine Ortschaft im Departamento Pando im südamerikanischen Anden-Staat Bolivien.

## Lage im Nahraum
Santa Lucía ist die zweitgrößte Ortschaft des Municipios Bella Flor in der Provinz Nicolás Suárez und liegt im Cantón Costa Rica auf einer Höhe von 228 m. Santa Lucía liegt in einer Entfernung von zehn Kilometern nördlich des Río Tahuamanu, der sich sechzig Kilometer flussabwärts bei Puerto Rico mit dem Río Manuripi zum Río Orthon vereinigt, der wiederum 410 Kilometer unterhalb dieses Zusammenflusses in den Río Beni mündet.

## Geographie
Santa Lucía liegt im bolivianischen Tiefland im Flusssystem des Amazonas, weite Strecken der Region sind noch mit tropischem Regenwald bedeckt, das Klima der Region ist das humide Regenklima der Tropen.
Die mittlere Jahrestemperatur der Region liegt bei 26,5 °C (siehe Klimadiagramm Puerto Rico/Bolivien), die Monatsdurchschnittstemperaturen schwanken nur unwesentlich zwischen 25 °C im Juni und Juli und über 27 °C von September bis Januar. Der Jahresniederschlag beträgt 1.800 mm, die Niederschlags-Höchstwerte liegen bei über 200 mm von Dezember bis März, und nur die kurze Trockenzeit von Juni bis August weist Monatsniederschläge von jeweils 30 mm auf.

## Verkehrsnetz
Santa Lucía liegt in einer Entfernung von 127 Straßenkilometern östlich von Cobija, der Hauptstadt des Departamentos.
Von Cobija aus führt die 370 Kilometer lange Nationalstraße Ruta 13 in östlicher Richtung über Porvenir und Santa Lucía nach Puerto Rico, wo sie den Río Orthon überquert, und dann weiter nach El Triangulo (El Choro). In El Triangulo trifft die Ruta 13 auf die Ruta 8, die von Guayaramerín und Riberalta im Norden nach Reyes, Rurrenabaque und Yucumo im zentralen bolivianischen Tiefland führt.
Zwölf Kilometer östlich von Santa Lucía biegt eine unbefestigte Landstraße nach Süden ab und erreicht den zentralen Ort des Municipios, Palacios (früher: Bella Flor), am nördlichen Ufer des Río Tahuamanu nach neun Kilometern.

## Bevölkerung
Die Einwohnerzahl der Ortschaft ist im vergangenen Jahrzehnt auf mehr als das Doppelte angestiegen:
| Jahr | Einwohner   | Quelle       |
| ---- | ----------- | ------------ |
| 1992 | keine Daten | Volkszählung |
| 2001 | 130         | Volkszählung |
| 2012 | 308         | Volkszählung |
| 2024 |             | Volkszählung |